# Alejo Levis
Alejo Levis (Barcelona) és un director de cinema, guionista, dramaturg i realitzador català. Va estudiar imatge a la Universitat de Belles arts de Barcelona, i Direcció a l'Institut del Teatre de Barcelona.
El 2014 estrena el seu primer llargmetratge com a director "Tot semblava perfecte" amb la productora Arcàdia Motion Pictures (Blancaneus, Blackthorn...), presentada en el Festival de cinema de Màlaga i seleccionada en els festivals nacionals i internacionals més prestigiosos, sent premiat en diverses categories com a millor fotografia o millor Actriu (Andrea Trepát), i amb gran èxit de crítiques. En 2018 estrena el seu segon llargmetratge com a director "No vull perdre't mai".
Al 2017 va co-escriure i co-dirigir amb Marc Angelet l'obra de teatre "LifeSpoiler" i l'any 2018 va co-dirigir i co-escriure "inmortal" amb Marc Angelet, protagonitzada per Bruno Oro.

## Obra
Llargmetratges
- 2014: Tot semblava perfecte[4]
- 2018: No vull perdre't mai[5]

Curtmetratges
- 2005: Com jugar a polis i cacos[6]
- 2008: Sirenes[7]
- 2016: Waste (Co-dirigida amb Laura Sisteró)[8]

Teatre
- 2017: #LifeSpoiler[9] (co-dirigida i co-escrita amb Marc Angelet)
- 2018: Immortal[10] (co-dirigida i co-escrita amb Marc Angelet)